# Część zamienna

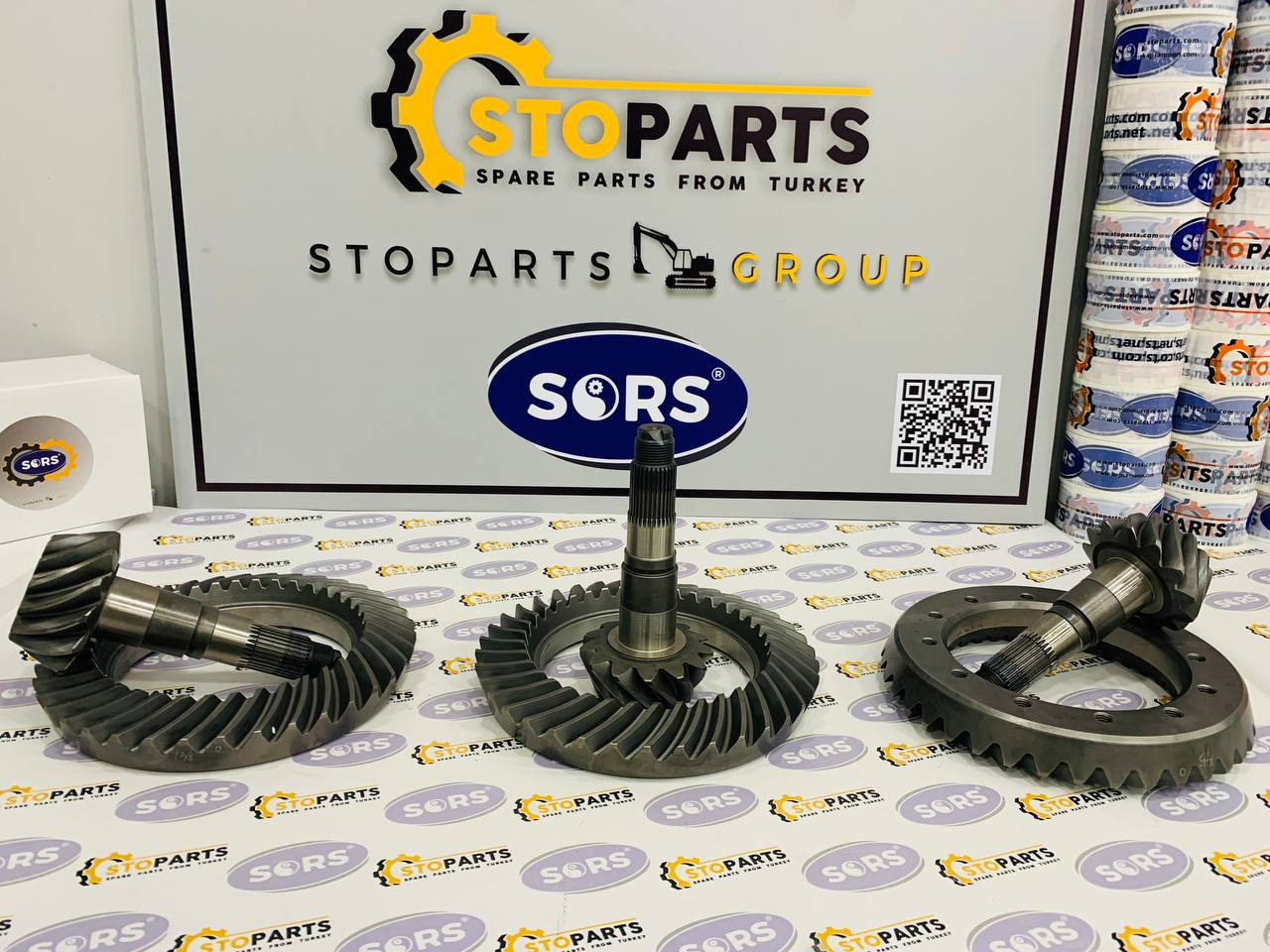
Części zamienne

Część zamienna – element przeznaczony do zainstalowania w maszynie lub urządzeniu w celu zastąpienia zepsutej lub zużytej oryginalnej części.